# Helmut Bulling
Max Helmut Bulling (* 24. Januar 1899 in Löbau; † nach 1945) war ein deutscher Jurist und Kommunalpolitiker. Er war ab 1933 Bürgermeister und von 1941 bis 1945 kommissarischer Oberbürgermeister der Stadt Meerane im Freistaat Sachsen.

## Leben
Bulling studierte nach dem Schulbesuch Rechtswissenschaften und promovierte zum Dr. jur. Am 1. Mai 1933 wurde er für die NSDAP Bürgermeister von Meerane und trat zum selben Datum der Partei bei (Mitgliedsnummer 1.956.803). Nach dem Tod von Paul Rüdiger übernahm er 1941 kommissarisch das Amt des Oberbürgermeisters von Meerane. Er war u. a. stellvertretender Vorsitzender des Verkehrsvereins Meerane, Sturmführer im NS-Fliegerkorps und blieb bis 1945 im Amt.
Während seiner Amtszeit kam es auch in Meerane zur Verfolgung und Verhaftung politisch andersdenkender Personen und jüdischer Bewohner der Stadt. Nach derzeitigem Erkenntnisstand wird in der Stadt Meerane heute davon aus, dass insgesamt 33 Bürgerinnen und Bürger der Stadt Opfer der nationalsozialistischen Lebensvernichtung waren. In der Liste der Stolpersteine in Meerane werden die vorhandenen Gedenksteine aufgeführt, die im Rahmen des Projektes Stolpersteine des Künstlers Gunter Demnig bisher in Meerane verlegt worden sind.
Während Büllingers Zeit als Bürgermeister kamen sechs namentlich bekannte polnische Personen sowie ein Unbekannter um, die während des Zweiten Weltkrieges nach Deutschland verschleppt und in Meerane Opfer von Zwangsarbeit wurden. Für sie wurde auf dem Friedhof ein Gedenkstein errichtet. Daneben gibt es einen Gedenkstein zur Erinnerung an den Widerstandskämpfer Martin Hochmuth aus Meerane, der 1941 im KZ Groß-Rosen ermordet wurde. Ferner existiert eine Gedenktafel am Zaun des Hauses Waldenburger Straße 29 zur Erinnerung an den Widerstandskämpfer Gustav Schaller, der 1942 im KZ Dachau ermordet wurde. Außerdem gab es eine Gedenktafel für den kommunistischen Stadtverordneten Rudolf Hallmeyer, der 1943 in Berlin-Plötzensee ermordet wurde. Diese ist nach dem Ende der Deutschen Demokratischen Republik entfernt worden.